# Can Rodeja i Can Racó
Can Rodeja i Can Racó és una obra de Banyoles (Pla de l'Estany) inclosa a l'Inventari del Patrimoni Arquitectònic de Catalunya.

## Descripció
És un edifici que ens manifesta, d'entrada, l'ús de diferents tipus d'aparell. D'aquesta manera, veiem com a la part inferior hi ha una alternança de carreus ben treballats amb altres de mides més primes (petites lloses). El registre o tram del mig, podria quedar emmarcat entre les dues motllures, tot i que la finestra, la qual limita l'espai del segon registre, sobresurt de susdites motllures. Aquest nivell presenta un parament de carreus ben escairats. L'últim registre, es correspon a l'espai de les golfes, fora de dues fileres de carreus ben escairats, l'aparell és de pedra molt desigual. Si la concomitància és força visible en el parament, no deixa tampoc de ser-hi present quant a la disposició dels elements d'obertura.
A la part inferior, la porta d'arc de mig punt adovellat té les dovelles superiors acomodades al marc de l'arcada cegues, que segurament hauria estat una obertura porxada anterior. Al primer pis hi veiem una finestra rectangular emmarcada, i, a l'últim pis l'obertura a les golfes. A la façana lateral hi tenim un parament igual, així com a cada registre d'elements i figuren finestres de mides i formes diferents. A la part inferior, petites finestres de forma quadrada, i emmarcades, mentre que el mig o primer pis, trobem finestres rectangulars, emmarcades i amb ampit. Coberta de teules àrabs, amb un seguit de teules per a la recollida de l'aigua de pluja a mode d'incipient ràfec. A sota de la mateixa s'hi presenta una motllura decorativista tot alternant dents de serra i trossos de teules trencades.

## Història
L'edifici és considerat com una de les més antigues construccions banyolines. Després de la conjunció de Can Rodeja i Can Racó va donar com a resultat l'actual estructura, i el seu del Centre Excursionista de Banyoles. La seva ubicació és al carrer del Puig que comunica l'actual pl. del Teatre (abans anomenada pl. Antiga) i a la vegada amb l'actual carrer Mossèn Pere Dausà (tocant els murs del monestir). L'any 1421 se l'anomenava "pl. del Puig", on primitivament se celebraven els mercats.